# Ted Dyrssen
Clas Thede (Ted) Hugo Peder Wilhelm Thorstensson Dyrssen, född 29 september 1919 i Stockholm, död 7 mars 1974 i Paris, var en svensk skulptör.
Han var son till Thorsten Dyrssen och Gerda Gunhild Margaret Linton samt 1947–1956 gift med Eve Rose Benzinger i hennes andra gifte.
Dyrssen var huvudsakligen autodidakt som skulptör, han bedrev självstudier under resor till Sydafrika 1947 och Kanarieöarna 1948–1950. Separat ställde han ut hos Sällskapet Idun i Stockholm 1951 och deltog därefter i samlingsutställningar i bland annat London och Örebro.
Hans förslag om en skulptural utsmyckning av Stora torget i Kristianstad prisbelönades 1951.
Hans konst består till stor del av nonfigurativa skulpturer i trä och metall.
År 1958 bosatte sig Dyrssen i Paris tillsammans med hustrun Huguette, född Brabant.